# Мечеть Лакемби
Мечеть Лакемби (англ. Lakemba Mosque) або Мечеть Алі ібн Абу Таліба — одна з найбільших мечетей в Австралії. Розташована в передмісті Сіднея (Лакемба) і використовується в основному ліванськими австралійцями. Будівництво завершено в 1977.

## Персонал мечеті
- Колишній муфтій Австралії та Нової Зеландії Таджуддін Хілалі. Відомий своїми заявами, що викликали обурення австралійської влади[3].
- Імам Сафі Яхья. Народився в Триполі (Ліван) у 1970. До приїзду до Австралії в 1996 працював імамом у Триполі.
- Бассам Аламеддін — помічник імама.
- Шаді Альсулейман. Народився у Сіднеї, навчався у Пакистані та Сирії. Викладає у Сіднейському ісламському коледжі.

## Заворушення у Кронуллі
У грудні 2005, після заворушень в Кронуллі серед мусульман пішли чутки про те, що мечеть буде атакована. У приміщенні мечеті зібралися парафіяни для того, щоб захистити її.